# راجيف مالهوترا
راجيف مالهوترا (بالهندية: राजीव मल्होत्रा؛ بالإنجليزية: Rajiv Malhotra) هو كاتب هندي، ولد في 15 سبتمبر 1950 في نيودلهي في الهند.